# 紧闭孟达蛤
紧闭孟达蛤（学名：Montacutona compacta），是帘蛤目寄生蛤科孟那蛤属的一种。主要分布于中国大陆及香港，常栖息在潮间带至潮下带。